# 六角高頼
六角 高頼（ろっかく たかより）は、室町時代後期から戦国時代にかけての武将・守護大名。近江国守護、南近江の戦国大名。六角氏12代当主。

## 生涯

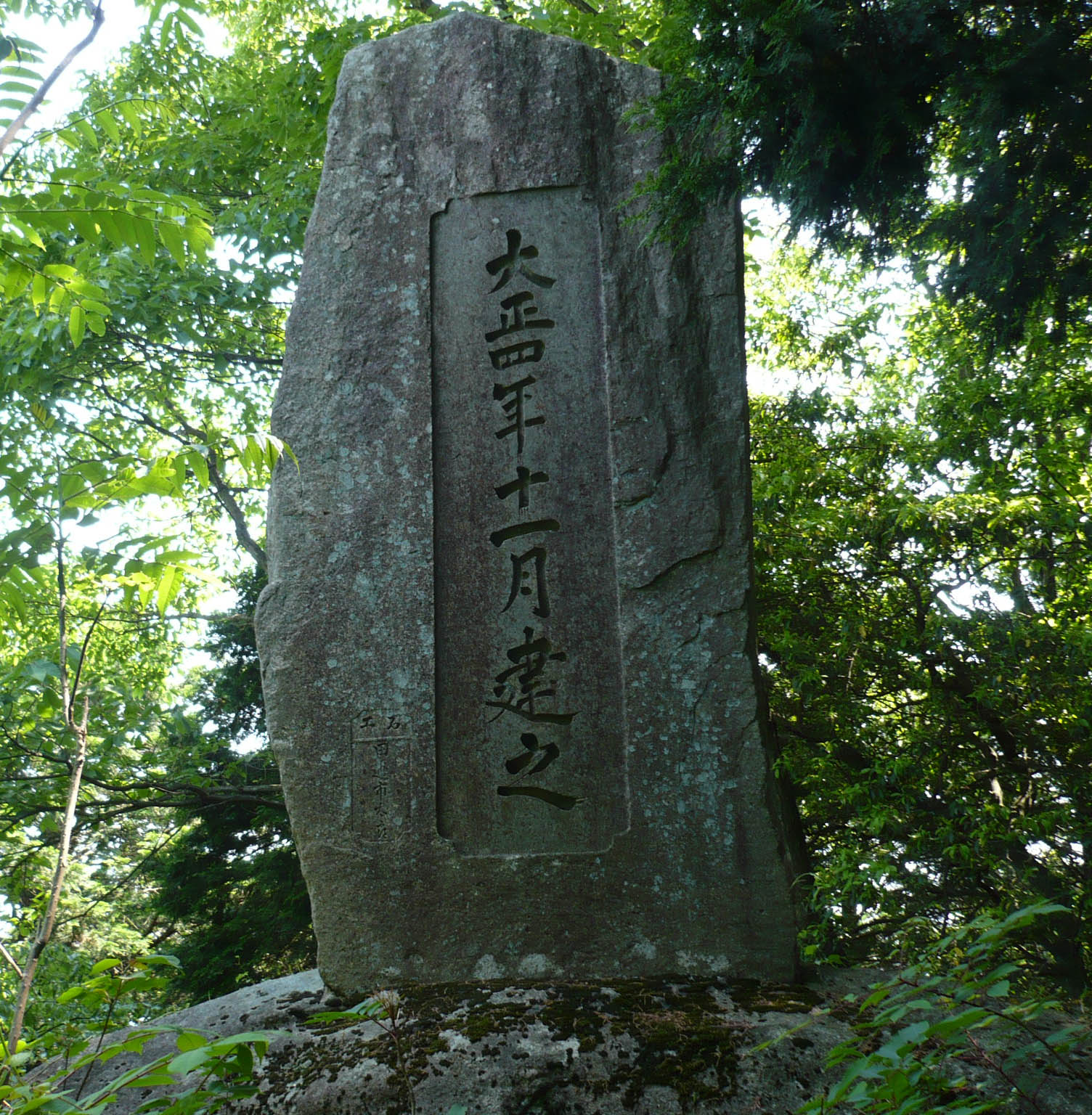
佐々木城(観音寺城)の石碑

### 応仁の乱
六角久頼の子として誕生。初名は行高。
康正2年（1456年）10月2日、父の憤死（自害とも）によって家督を継承する（同年末に幕命が亀寿丸充てに出されている）が、長禄2年（1458年）6月になって従兄・六角政堯に六角氏相続が認められ、その地位を追われる。幼少の当主に不安を抱いた伊庭満隆ら家臣団の策動とする説と足利義政の意向とする説がある。だが、長禄4年（1460年）7月になって政堯が満隆の子を殺害した事件を機に幕府が政堯を追放して亀寿丸が当主に復帰した。
応仁元年（1467年）からの応仁の乱では西軍に属し、東軍の京極持清らと京都で戦っていたが、持清の嫡男・勝秀及び家臣の多賀高忠と従兄・六角政堯が高頼の本拠地観音寺城を攻めると近江に戻り政堯や京極氏と交戦した。
やがて政堯を討ち取り、京極氏も持清・勝秀父子の相次ぐ急死でお家騒動を起こして弱体化（京極騒乱）、行高（高頼）は南近江の確保に努め、文明4年（1472年）、文明7年（1475年）の京極政経・多賀高忠との合戦で京極高清・多賀清直・宗直父子や土岐成頼・斎藤妙椿・斯波義廉らの援軍で勝利、応仁の乱終結後の文明10年（1478年）に幕府から近江守護に補任された。

### 鈎の陣と将軍庇護

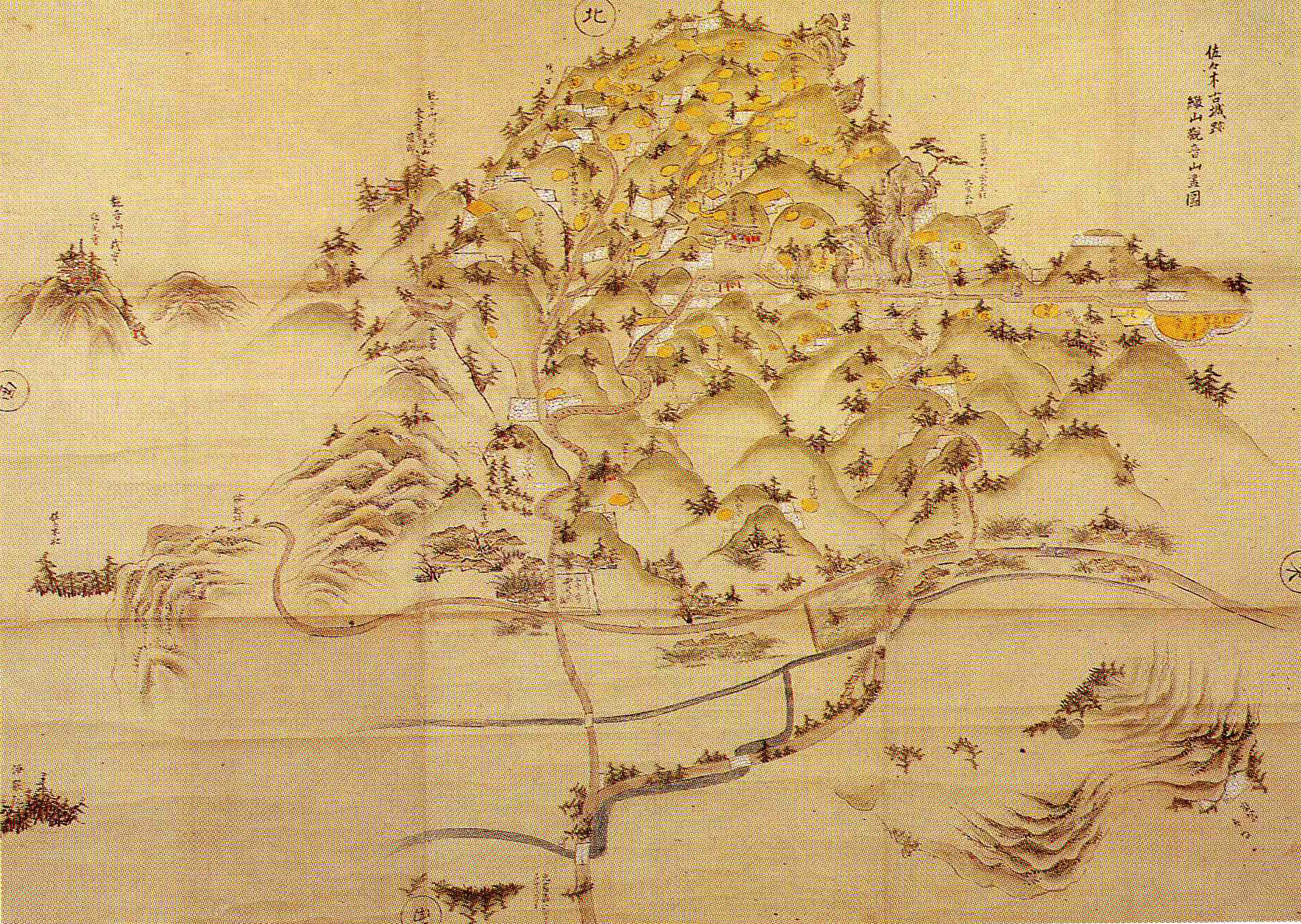
佐々木古城跡繖山観音山画図

応仁の乱後、六角氏の戦国大名化と権力強化を目指して公家・寺社勢力の統御を行なおうとしたが、公家領・寺社領や奉公衆の領地を押領して配下の国人衆に分け与えたため、9代将軍・足利義尚らの反発を受け長享元年（1487年）に義尚の親征を受けて甲賀山中に逃亡し、そこで高頼は頑強に抵抗した。
延徳元年（1489年）に義尚が鈎の陣にて没したため親征は中止、10代将軍・足利義材（のちの義尹、義稙）に赦免され近江守護に復帰したが、国人衆が押領した所領を返還しなかったため延徳3年（1491年）に義材による再度の追討（長享・延徳の乱）を受ける羽目になってしまった。そして、再び領地を捨てて甲賀山中に逃亡した。
義材は六角政堯が高島氏（越中氏）から迎えていた養子（虎千代・八郎）を新しい守護に擁立する方針であった。だが、明応2年（1493年）の明応の政変で義材が廃立、11代将軍として足利義高（後の義澄）が将軍に立てられる。この頃行高は2度目の追討を受け、守護になった山内就綱と戦っていたが、斎藤妙純らの支援を受けてこれを退ける。
明応4年（1495年）、将軍・義高によって近江守護に復帰、同時に義高の偏諱を受け高頼と改名した。直後に起こった船田合戦では石丸利光に与した為、勝者の斎藤妙純による近江遠征を招くが、延暦寺や北畠政郷らの支援を受けて結果的に危機を回避できた。
永正4年（1507年）6月に管領・細川政元が暗殺される（永正の錯乱）が、その直後に義高（義澄）は近江国内における六角氏による所領押領を理由に上洛中の高頼と対立する。これに憤慨した高頼は伊勢貞宗の取りなしにもかかわらず、同年7月には近江に帰国してしまった。
翌永正5年（1508年）4月、前将軍・義材（義尹）が大内義興・細川高国らの支援で義高（義澄）を追放して将軍に復帰すると、京都から逃れた義高（義澄）を保護したが、永正8年（1511年）に義高（義澄）が病死すると、匿っていた水茎岡山城主・九里信隆を討ち取って義材（義尹）支持を表明した。

### 伊庭氏との抗争
永正3年（1506年）、嫡男・氏綱に家督を譲って隠居した。氏綱は自身に先立って死去したが、僧籍にあった次男・定頼を還俗させて家督を継がせている。また、他の息子達は近江の奉公衆の養子に入れ、奉公衆を被官・組下に入れたりしている。息子の一人・真玄は出家、聖衆来迎寺の中興に務めた。
晩年には筆頭家臣の伊庭貞隆との抗争に明け暮れた（伊庭氏の乱）。貞隆は高頼の若年の頃から守護代を務め、応仁の乱や六角征伐などの危機を乗り切ることに尽力したが、当主であった高頼に代わって政務の実権を握るようになっていった。通説では貞隆に取って代わられることを危惧した高頼が貞隆の排除に乗り出したとされているが、近年では応仁の乱や六角征伐を通じて、守護・六角氏と守護代・伊庭氏との間で権力の併存が確立していたとする立場から、高頼と貞隆の政治的対立よりも伊庭氏と馬淵氏という重臣同士の対立や貞隆による足利義材の保護とそれに消極的な高頼の意見の対立による関係悪化が背景として存在しており、守護代（伊庭貞隆）の専横と守護大名（六角高頼）の対立と解釈する単純な図式に対する批判がある。
伊庭貞隆は文亀2年（1502年）に細川政元、永正11年（1514年）に浅井亮政の支援を受けて一時は高頼を、蒲生貞秀の拠る音羽城へ敗走させたが、永正17年（1520年）に没落、直後に高頼自身も死去した。貞隆の没落と国人衆の組織化により六角氏の領国支配は固まり、定頼の代で全盛期を迎えることになる。

## 墓所

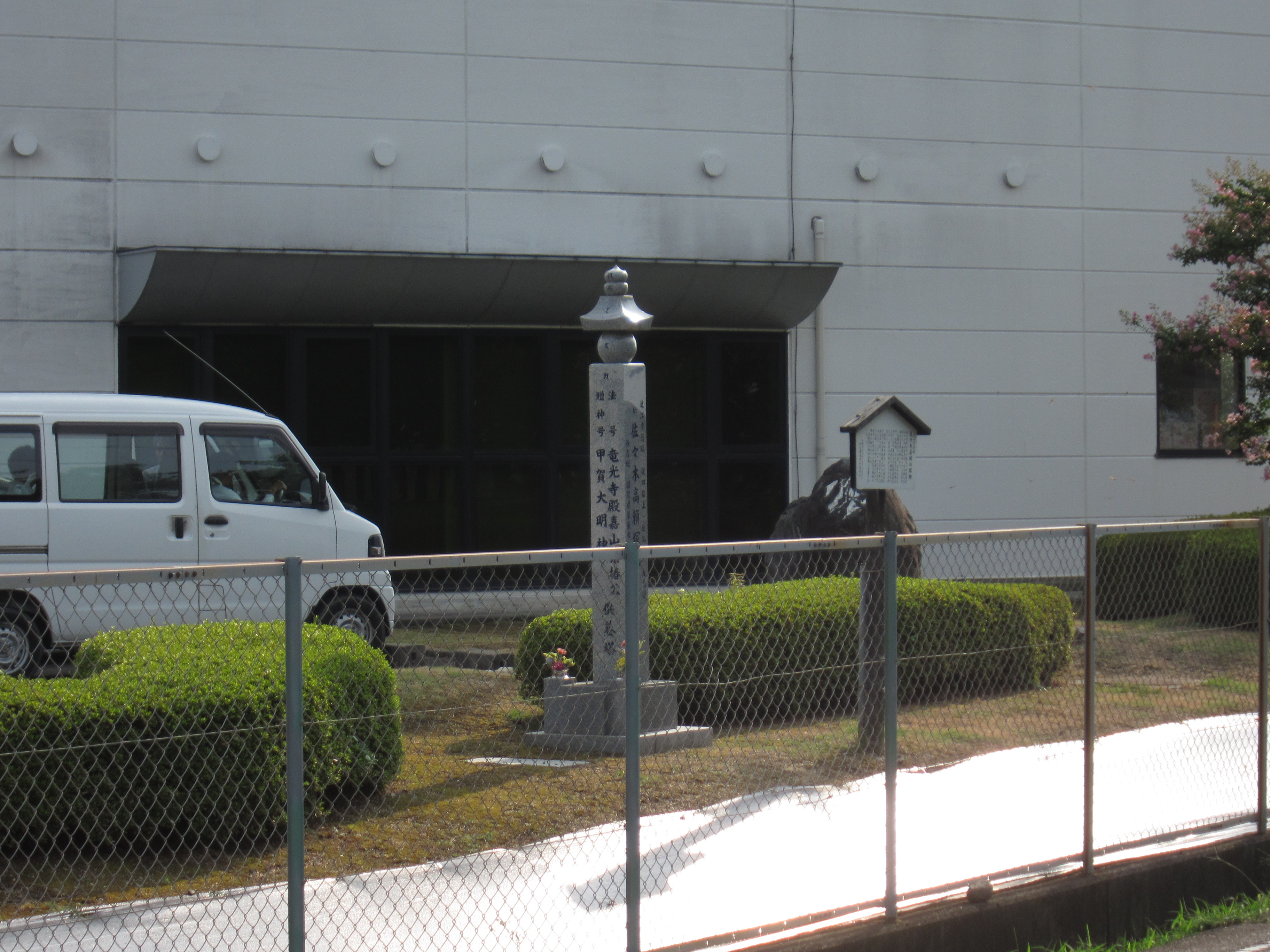
塚跡

栗東市岡（北緯35度00分36.46秒 東経135度59分7.65秒、キョーラク工場敷地内）に「佐々木高頼塚跡」として石塔が残る。高頼は青地城主のもとで隠居生活を送り、当地で死去した。翌年には朝廷から「甲賀大明神」の神号が贈られている。死後塚が立てられたが、昭和初期の開墾で失われた。

## 系譜
- 父：六角久頼（?-1456） - 六角政頼とも
- 母：不詳
- 室：足利成氏養女 - 山名宗全娘
  - 長男：六角氏綱（1492-1518）
- 生母不明の子女
  - 次男：六角定頼（1495-1552）
  - 男子：大原高保
  - 男子：和田高盛
  - 男子：梅戸高実（1502-1561）
  - 男子：真玄（六角高信）
  - 女子：武衛娘 - 足利義澄継室
  - 女子：今出川季孝室
  - 女子：京極材宗室
- 猶子
  - 男子：土岐成頼の子